# Liste der Denkmäler in Brilon
Die Liste der Denkmäler in Brilon enthält die denkmalgeschützten Bauwerke auf dem Gebiet der Stadt Brilon im Hochsauerlandkreis in Nordrhein-Westfalen (Stand: November 2021). Diese Baudenkmäler sind in der Denkmalliste der Stadt Brilon eingetragen; Grundlage für die Aufnahme ist das Denkmalschutzgesetz Nordrhein-Westfalen (DSchG NRW).

Anmerkung: Die Nummern in der Denkmalliste wurden nach Ortsteilen vergeben und sind nicht eindeutig.

## Allgemein
- Bild: Bild des Kulturdenkmals, ggf. zusätzlich mit einem Link zu weiteren Fotos des Kulturdenkmals im Medienarchiv Wikimedia Commons
- Bezeichnung: Name des Kulturdenkmals
- Lage: Straßenname und Hausnummer oder Flurstücknummer des Kulturdenkmal, gegebenenfalls auch den Ortsteil. Die Grundsortierung der Liste erfolgt nach dieser Adresse. Der Link (Karte) führt zu verschiedenen Kartendiensten mit der Position des Kulturdenkmals. Fehlt dieser Link, wurden die Koordinaten noch nicht eingetragen. Sind diese bekannt, können sie über ein Tool mit einer Kartenansicht einfach nachgetragen werden. In dieser Kartenansicht sind Kulturdenkmale ohne Koordinaten mit einem roten bzw. orangen Marker dargestellt und können durch Verschieben auf die richtige Position in der Karte mit Koordinaten versehen werden. Kulturdenkmale ohne Bild sind an einem blauen bzw. roten Marker erkennbar.
- Beschreibung: Kurzcharakteristik des Kulturdenkmals
- Bauzeit: Baubeginn, Fertigstellung, Datum der Erstnennung oder grobe zeitliche Einordnung entsprechend des Eintrags in der zuständigen Denkmaldatenbank
- Eingetragen seit: Datum der Erfassung in der zuständigen Denkmaldatenbank

## Kernstadt Brilon

### Kirchen – Kapellen – Grabsteine
| Bild                                  | Bezeichnung                                       | Lage                               | Beschreibung | Bauzeit                                         | Eingetragen seit | Denkmal- nummer |
| ------------------------------------- | ------------------------------------------------- | ---------------------------------- | --- | ----------------------------------------------- | ---------------- | --------------- |
| Ehemaliges Klostergebäude             | Ehemaliges Klostergebäude                         | Brilon Steinweg 11 Karte           | Schlichter Vierflügelbau mit Innenhof, der im Nordosten mit der Kirche verbunden ist. Ursprünglich als Minoriten-Niederlassung erbaut diente der Bau nach der Säkularisation verschiedenen Zwecken und wurde mehrfach erweitert und umgebaut. | 1666 bis 1738                                   | 15.11.1985       | 450/3           |
| weitere Bilder                        | Evangelische Stadtkirche                          | Brilon Kreuziger Mauer 2 Karte     | 1855 bis 1856 aus Kalkwerksteinen errichteter, vierachsiger Saalbau mit fensterloser Rundapsis und offenem Dachstuhl. Der Kirchturm wurde nachträglich 1922 anstelle eines Dachträgers errichtet. Der Bau wurde nach den Entwürfen für die Preußische Normalkirche der Berliner Oberbaudeputation, deren Leitung Karl Friedrich Schinkel hatte, in den Jahren 1855/1856 vom Baumeister F. A. Ritter errichtet und ist als seltenes Beispiel dieser Bauweise im Sauerland ein Baudenkmal von regionalem Rang. | 1855–1856                                       | 23.01.1991       | 450/83          |
| Franziskus-Xaverius-Kapellchen        | Franziskus-Xaverius-Kapellchen                    | Brilon Xaveriusstraße Karte        | Kapelle nördlich der Stadt aus dem 17. Jahrhundert mit einem kleinen, korbbogenüberwölbten Raum. Über dem Eingang an der Westseite befindet sich eine Nische mit der Figur des heiligen Franz Xaver. | 17. Jahrhundert                                 | 15.11.1985       | 450/6           |
| Grabstätte Familie Sauvigny           | Grabstätte Familie Sauvigny                       | Brilon Alter Friedhof Karte        | Familiengrabstätte der Familie Ulrich / Sauvigny mit 16 gusseisernen Kreuzen in zwei Reihen. Die gleichgestalteten Kreuze haben einen verdickten, teilweise profilierten Rand. Auf den Kreuzen sind die Namen der Verstorbenen mit Geburts- und Sterbedatum jeweils in erhabenen Buchstaben ausgeführt. | 1807                                            | 23.01.1991       | 450/84          |
| BW                                    | Grabsteine auf dem alten Friedhof                 | Brilon Am Alten Friedhof Karte     | aus der ersten Hälfte des 19. Jahrhunderts sind nur wenige Grabsteine und -kreuze erhalten. Darunter befindet sich ein schlichter klassizistischer mit elegant profiliertem Sockel und Deckplatte, auf der eine Bekrönung in Form einer Urne steht. |                                                 | 16.12.1985       | 450/8           |
| Grabsteine auf dem alten Friedhof     | Grabsteine auf dem alten Friedhof                 | Brilon Am Alten Friedhof Karte     | Standbild des Guten Hirten |                                                 | 16.12.1985       | 450/8a          |
|                                       | Grabsteine auf dem alten Friedhof                 | Brilon Am Alten Friedhof           | Grabstein Familie Quick |                                                 | 16.12.1985       | 450/8b          |
| Grabsteine auf dem alten Friedhof     | Grabsteine auf dem alten Friedhof                 | Brilon Am Alten Friedhof           | Grabkreuz Familie Lohmann |                                                 | 16.12.1985       | 450/8c          |
| weitere Bilder                        | Hubertuskapelle                                   | Brilon Neuer Friedhof Karte        | Die Kapelle besteht aus einem kleinen Rechtecksaal mit flacher Holzdecke. In der Süd- und Nordwand befindet sich je ein Rundbogenfenster, in der Ostwand ein Rundfenster. Auf den Schieferdach befindet sich ein Glocktürmchen über der Fassade. Der Eingang befindet sich an der Westseite und hat eine offene hölzerne Vorhalle. Die Kapelle aus dem 17. Jahrhundert steht auf den Grundmauern der ehemaligen Georgskirche Altenbrilon.                                                                    | 17. Jahrhundert                                 | 15.11.1985       | 450/4           |
| weitere Bilder                        | Jüdischer Friedhof                                | Brilon Derkerborn Karte            | Der 755 m² große jüdische Friedhof weist 24 Grabsteine, davon 2 auf Kindergräbern auf. Der älteste Grabstein stammt aus dem Jahr 1908. Die letzte Beerdigung wurde 1939 vorgenommen. |                                                 | 23.01.1991       | 450/85          |
| Kapelle St. Antonius Abt. zu Keffelke | Kapelle St. Antonius Abt. zu Keffelke             | Brilon Heeresstraße 1 Karte        | Die Kapelle liegt etwa 4 km östlich der Kernstadt (gemessen vom Marktplatz aus) im Bereich der schon im 13. Jahrhundert genannten Siedlung Keffilke. Der fast quadratische Chor ist gewölbt und ist vermutlich der Rest einer größeren Kirche des 14. Jahrhunderts. |                                                 | 15.11.1985       | 450/46          |
| weitere Bilder                        | Katholische Kirche St. Nikolaus mit Giebelkreuz   | Brilon Steinweg 9 Karte            | Kirche des ehemaligen Minoritenklosters. Der Neubau aus den Jahren 1772 bis 1782 ist ein langgestreckter Saalbau mit dreiseitigem Schluss. Auf dem Dach befindet sich ein hoher Barockdachreiter. Die Westfassade besitzt einen geschwungenen Volutengiebel und ein reizvolles Rokokoportal. Unter dem Chor befindet sich ein Grabkeller. Die einheitliche Ausstattung des 18. Jahrhunderts wurde von den Klosterbrüdern angefertigt.                                                                        | 1772 bis 1782                                   | 15.11.1985       | 450/2           |
| weitere Bilder                        | Katholische Propsteikirche St. Petrus und Andreas | Brilon Propst-Meyer-Straße 4 Karte | Die spätromanische, kreuzförmige Hallenkirche besitzt ein dreijochiges Langhaus, welches nach der Mitte des 13. Jahrhunderts erbaut und 1276 geweiht wurde. Der Westturm wurde Ende des 13. Jahrhunderts von Briloner Bürgern erbaut. Das Querhaus und der grade geschlossene, zweijochige Chor stammen aus der Mitte des 14. Jahrhunderts, wobei das Querhaus vermutlich älter ist. Zur wandfesten Ausstattung gehört eine Heilig-Grab-Nische in der Nordwand des östlichen Langhauses.                     | Mitte 13. Jahrhundert bis Mitte 14. Jahrhundert | 15.11.1985       | 450/1           |
| weitere Bilder                        | Marienkapelle (Borberg)                           | Brilon Borberg Karte               | Die Marienkapelle steht dicht am Rande des Steilabfalls der Wallburg des Borbergs. Es ist ein Bau mit Satteldach und einem Glockenturm. Der Eingang befindet sich unter einem Vorbau. Die Kapelle besitzt einen barocken Altaraufsatz. | 1920                                            | 15.11.1985       | 450/50          |
| weitere Bilder                        | Marienkapelle                                     | Brilon Alter Friedhof Karte        | Die Marienkapelle auf dem alten Friedhof ist die Gruftkapelle der Familie Liste. Es ist ein achteckiger Quaderbau mit Pyramidendach. An der Ostseite ein Pontikus mit drei Arkaden. Die Doppelsäulen besitzen Würfelkapitelle. Der Baukörper ist durch die Ecken übergreifenden Lisenen gegliedert. Diese sind unter dem Dachansatz durch Blendbogenfries miteinander verbunden. Der Bau besitzt einen schön profilierten Sockel.                                                                            | 1905/1906                                       | 15.11.1985       | 450/7           |
| weitere Bilder                        | Rochuskapelle                                     | Brilon Rochusstraße 14 Karte       | Schlichter Rechtecksaal aus verputztem Bruchsteinmauerwerk, Fachwerkgiebel und Satteldach mit Dachreiter über der Fassade. Über dem Eingang befindet sich eine Nische mit der Figur des heiligen Rochus. Die Figur ist farbig gefasst und datiert aus dem Jahr 1676. | 17. Jahrhundert                                 | 15.11.1985       | 450/5           |
| Grabmal Hachmann                      | Grabmal Hachmann                                  | Brilon Alter Friedhof              | Denkmal als Zeugnis der Ortsgeschichte und der Sepulkralkultur. | Ende 19. Jahrhundert                            | 04.02.1993       | 450/88          |

### Bildstöcke und Kreuze
| Bild                                             | Bezeichnung                                       | Lage                                              | Beschreibung | Bauzeit                   | Eingetragen seit | Denkmal- nummer |
| ------------------------------------------------ | ------------------------------------------------- | ------------------------------------------------- | --- | ------------------------- | ---------------- | --------------- |
| Bildstock Faupel                                 | Bildstock Faupel                                  | Brilon Aamühle 3 Karte                            | Aus Naturstein bestehender Bildstock im Stelentypus des Paderborner Landes. Er besteht aus Sockel, Bildgehäuse und halbkreisförmigen Giebel. Der gesamte Bildstock mit Pilasterornamentik. Die Sockelfront ist mit einer Pieta-Darstellung in Flachreliefform versehen. | 1774                      | 10.07.1989       | 450/75          |
| weitere Bilder                                   | Bildstock Niedere Mühlen                          | Brilon Aamühle 6 Karte                            | Aus Naturstein bestehender Bildstock im Stelentypus des Paderborner Landes. Er besteht aus Sockel mit Pietarelief, Bildgehäuse und Giebel. | 1685                      | 10.03.1989       | 450/76          |
| weitere Bilder                                   | Bildstock Nepomuk (Statue)                        | Brilon Aamühle 6 Karte                            | Auf einem geschweiften Sockel, auf dem an der Vorderseite ein Chronogramm angebracht ist, steht eine Nepomukskulptur. | 1775                      | 10.03.1989       | 450/77          |
| weitere Bilder                                   | Bildstock Altenbürener Straße/Rixenerstraße       | Brilon Rixener Straße 2 Karte                     | Der mit einem Segmentgiebel bekrönte Bildstock aus Naturstein zeigt im Sockel eine Kreuzwegdarstellung (Jesus fällt unter dem Kreuz) und darüber in der Bildnische ein Relief der Kreuzigung. Im Giebel ist ein Christogramm mit Jahreszehl angebracht. Die Bildnische ist seitlich mit schmiedeeisernen Gittern verschlossen. Inschriften: ANNO 1677 IESV CRUCIFIXE NOSTRI MISERERE ALLE DIE HIR FVRVBER GEHEN VNDT SEHET DAS CREVZE CHRISTI STEHEN GEDENKEN ALLE AN SEINEN DODT SO WIRT ES VNS ERLOSEN AVS ALLER NOHT. JOHAN KOCH CONSV[L] MAGDALENA WINTE[R] BERGH VXOR D D | 1677                      | 15.11.1985       | 450/9.4         |
| Bildstock Altenbürener Straße 22                 | Bildstock Altenbürener Straße 22                  | Brilon Altenbürener Straße 22 Karte               | Der barocke Sandsteinbildstock besitzt einen Segmentbogengiebel. In der Lünette ist ein geflügelter Engelskopf dargestellt. In der Nische des mit Pilastern versehenen Gehäuses eine Pieta. Die Nische ist mit einem Gitter verschlossen. Die Inschrift im Sockel: EVERARDVS KO STEN ET ANNA LVCIA BVSCHME POS VERUNT 1728 DEN 29 MI | 1728                      | 23.01.1991       | 450/52          |
| Bildstock am Kalvarienberg                       | Bildstock am Kalvarienberg                        | Brilon Am Kalvarienberg Karte                     | Schlichter Bildstock aus dem 17. Jahrhundert mit Dreiecksgiebel. Im Giebelfeld das Monogram Jesu. Die ursprüngliche Inschrift auf dem Sockel wurde größtenteils durch ein vertieftes ovales Feld zerstört, das eine Fürbitte an die Heilige Elisabeth enthält. In der durch ein Gitter verschlossenen Nische befindet sich eine Figur der Heiligen. Inschrift im Sockel: Hl. Elisabeth bitte für uns! Kath. Frauenbund Brilon 1928 | 1928                      | 15.11.1985       | 450/9.8         |
| weitere Bilder                                   | Kreuzwegstationen am Kalvarienberg (Station I)    | Brilon Am Kalvarienberg 1 Karte                   | | 1865                      | 15.11.1985       | 450/66a         |
| weitere Bilder                                   | Kreuzwegstationen am Kalvarienberg (Station II)   | Brilon Am Kalvarienberg 7 Karte                   | | 1865                      | 15.11.1985       | 450/66b         |
| weitere Bilder                                   | Kreuzwegstationen am Kalvarienberg (Station III)  | Brilon Am Kalvarienberg 13 Karte                  | | 1865                      | 15.11.1985       | 450/66c         |
| weitere Bilder                                   | Kreuzwegstationen am Kalvarienberg (Station IV)   | Brilon Am Kalvarienberg 14 (gegenüber) Karte      | | 1865                      | 15.11.1985       | 450/66d         |
| weitere Bilder                                   | Kreuzwegstationen am Kalvarienberg (Station V)    | Brilon Am Kalvarienberg 15 Karte                  | | 1865                      | 15.11.1985       | 450/66e         |
| weitere Bilder                                   | Kreuzwegstationen am Kalvarienberg (Station VI)   | Brilon Am Kalvarienberg 15 Karte                  | | 1865                      | 15.11.1985       | 450/66f         |
| weitere Bilder                                   | Kreuzwegstationen am Kalvarienberg (Station VII)  | Brilon Am Kalvarienberg Karte                     | | 1865                      | 15.11.1985       | 450/66g         |
| weitere Bilder                                   | Kreuzwegstationen am Kalvarienberg (Station VIII) | Brilon Am Kalvarienberg Karte                     | | 1865                      | 15.11.1985       | 450/66h         |
| weitere Bilder                                   | Kreuzwegstationen am Kalvarienberg (Station IX)   | Brilon Am Kalvarienberg Karte                     | | 1865                      | 15.11.1985       | 450/66i         |
| weitere Bilder                                   | Kreuzwegstationen am Kalvarienberg (Station X)    | Brilon Am Kalvarienberg Karte                     | | 1865                      | 15.11.1985       | 450/66j         |
| weitere Bilder                                   | Kreuzwegstationen am Kalvarienberg (Station XI)   | Brilon Am Kalvarienberg Karte                     | | 1865                      | 15.11.1985       | 450/66k         |
| weitere Bilder                                   | Kreuzwegstationen am Kalvarienberg (Station XII)  | Brilon Am Kalvarienberg Karte                     | | 1865                      | 15.11.1985       | 450/66l         |
| weitere Bilder                                   | Kreuzwegstationen am Kalvarienberg (Station XIII) | Brilon Am Kalvarienberg Karte                     | | 1865                      | 15.11.1985       | 450/66m         |
| weitere Bilder                                   | Kreuzwegstationen am Kalvarienberg (Station XIV)  | Brilon Am Kalvarienberg Karte                     | | 1865                      | 15.11.1985       | 450/66n         |
| Bildstock Am Kalvarienberg/Hohlweg               | Bildstock Am Kalvarienberg/Hohlweg                | Brilon Am Kalvarienberg Karte                     | Sandsteinbildstock mit Dreiecksgiebel. Am Sockel ist ein Relief der Sieben Schmerzen Mariens zu sehen, darüber eine stark verwitterte Inschrift. Die Pilaster der Bildnische tragen im oberen Bereich die Jahreszahl 1690. Im Abschluss der Bildnische ist eine stark verwitterte Inschrift zu erkennen. Das Giebelfeld ist mit Flächenornamenten verziert. Die Darstellung in der Bildnische ist aus jüngerer Zeit. Der Bildstock wurde zu Gedenken an Pastor L. H. Greve errichtet.                                                                                          | 1690                      | 15.11.1985       | 450/9.6         |
| An dem Weg zum Borberg/Bildstöcken Antonius      | An dem Weg zum Borberg/Bildstöcken Antonius       | Brilon Borberg Karte                              | | 1747                      | 15.11.1985       | 450/49          |
| weitere Bilder                                   | Bildstock Franziskusstraße 5                      | Brilon Franziskusstraße 5 Karte                   | Spitzgiebliger Bildstock, der in die Mauer zum ehemaligen Kloster eingelassen ist. Im Sockel findet man ein Relief der heiligen Katharina und in der Bildnische das des heiligen Johannes von Nepomuk. |                           | 15.11.1985       | 450/9.3         |
| Bildstock Katholische Propsteikirche (Nordseite) | Bildstock Katholische Propsteikirche (Nordseite)  | Brilon Petrusstraße Karte                         | |                           | 15.11.1985       | 450/9.9         |
| Bildstock Lindenweg/Scharfenberger Straße        | Bildstock Lindenweg/Scharfenberger Straße         | Brilon Lindenweg 2/Scharfenberger Straße 1 Karte  | |                           | 15.11.1985       | 450/9.1         |
| Bildstock Nehdener Weg/Keffelker Straße          | Bildstock Nehdener Weg/Keffelker Straße           | Brilon Nehdener Weg 1 / Keffelker Straße 45 Karte | | 1695                      |                  | 450/48          |
| weitere Bilder                                   | Bildstock an der Rathausfassade                   | Brilon Am Markt 1 Karte                           | |                           |                  | 450/9.7         |
| weitere Bilder                                   | Bildstock Steinweg/Franziskusstraße               | Brilon Steinweg 11 / Franziskusstraße 1 Karte     | Reicher, aufwendiger Bildstock aus Sandstein. Der eingezogene Segmentgiebel mit Kugelbekrönung und Muschelornament. Die vier Pilaster mit Akanthusblattkapitellen. | 2. Hälfte 17. Jahrhundert | 15.11.1985       | 450/9.2         |
| weitere Bilder                                   | Bildstock Strackestraße 25                        | Brilon Strackestraße 25 Karte                     | Schlichter mit Segmentbogengiebel bekröntem Giebel aus der 2. Hälfte des 17. Jahrhunderts. In der Bildnische eine Mariendarstellung aus der 2. Hälfte des 20. Jahrhunderts. | 2. Hälfte 17. Jahrhundert | 15.11.1985       | 450/9.9         |
| weitere Bilder                                   | Bildstock Vor'm Oestenberg 2                      | Brilon Am Östenberg Karte                         | Bildstock im Stelentypus des Paderborner Landes aus Naturstein bestehend aus Sockel, Bildgehäuse und Giebel. Auf der Sockelfront ist in ovaler Vignette die Inschrift „Alle Heiligen Gottes bittet für uns. 1894“ angebracht. Das mit einem Gitter verschlossene Bildgehäuse ist an den Seiten mit Blütenmotiven verziert. Der Giebel ist mit einem Kreuzaufsatz versehen. Der gesamte Bildstock in Pilasterornamentik. Der Bildstock stammt laut Inschrift aus dem Jahr 1894, stammt wohl aber aus dem 18. Jahrhundert.                                                       | 1894                      | 10.03.1989       | 450/9.9         |
| Kruzifix                                         | Kruzifix                                          | Brilon Keffelker Straße/Gabelsberger Weg Karte    | | 1769                      |                  | 450/47          |
| Hochkreuz                                        | Hochkreuz                                         | Brilon Petrusstraße 4 Karte                       | Hochkreuz auf der Nordseite der Propsteikirche |                           |                  | 450/10          |

### Gebäude
| Bild                                      | Bezeichnung                               | Lage                                | Beschreibung | Bauzeit                              | Eingetragen seit  | Denkmal- nummer |
| ----------------------------------------- | ----------------------------------------- | ----------------------------------- | --- | ------------------------------------ | ----------------- | --------------- |
| weitere Bilder                            | Rathaus                                   | Brilon Am Markt 1 Karte             | 2-geschossiger Bruchsteinbau mit Sandsteingliederung, 5 Fensterachsen in der Giebelfront sowie 2 Spitzbogenöffnungen des 13. Jahrhunderts. Geschweifter Giebel mit dreieckigem Abschluss, Barockfassade mit Chronogramm und Petrusfigur aus dem 18. Jahrhundert. Glockendachreiter mit Glocke von 1578. Kleeblattförmige Freitreppe. | um 1250, Umbau: etwa 1755            | 15. November 1985 | 450/11          |
| weitere Bilder                            | Stadtbefestigung (Derker Tor)             | Brilon Am Derker Tor Karte          | Einziges erhaltene Tor der ehemaligen Stadtbefestigung von Brilon, über dem Tordurchgang steht in einer Nische eine Pietà. | 1700                                 |                   | 450/12          |
| weitere Bilder                            | Marktbrunnen                              | Brilon Am Markt Karte               | Der Brunnen wurde erstmals 1360 urkundlich erwähnt. Er war der zentrale Punkt der Wasserversorgung. Mithilfe von handgebohrten hölzernen Rohren wurde das Wasser aus einer nicht versiegenden Quelle vom Poppenberg in die Stadt geleitet. Auch in Trockenzeiten, in denen die anderen Quellen und Brunnen in der Stadt versiegten, konnte sich die Bevölkerung hier mit Trinkwasser versorgen. | 14. Jahrhundert                      |                   | 450/27          |
| Wohnhaus Altenbürener Straße 12           | Wohnhaus Altenbürener Straße 12           | Brilon Altenbürener Straße 12 Karte | Zweigeschossiger, verputzter Massivbau mit straßenseitig (talseitig) hohem Sockel und weit überstehenden, verschieferten Walmdach. Das Gebäude aus den 1920er Jahren ist mit seiner zurückhaltenden Gestaltung ist Zeugnis des allmählichen Wachstums der Stadt über die historischen Grenzen hinaus. | 1920er Jahren                        | 30.05.2011        | 450/96          |
| Schützenhalle                             | Schützenhalle                             | Brilon Altenbürener Straße 19 Karte | Die Schützenhalle mit einer Fläche von 2500 m² ist ein Fachwerkbau mit traditioneller sauerländischen Fassadenbekleidung. Diese ist im unteren Bereich verputzt, im oberen Bereich verschiefert. Die Halle wurde 1924 im basilikalen System errichtet. | 1924                                 | 15.11.1985        | 450/65          |
| Am Markt 9 (Schornstein)                  | Am Markt 9 (Schornstein)                  | Brilon Am Markt 9 Karte             | Schornsteinanlage; der Schornsteinkopf wird an der Schmalseite von zwei Baldainen bedeckt. |                                      | 04.02.1993        | 450/86          |
| Haus Feldkamp                             | Haus Feldkamp                             | Brilon Am Markt 10 Karte            | Zweigeschossiger Massivbau mit abgewalmten Fachwerkgiebel. In der Mitte des Giebels ein rundbogiges Sandsteinportal, darüber in einer Nische eine Figur der heiligen Agatha. Die Fensteröffnungen wurden beim Wiederaufbau des Hauses verändert. |                                      | 15.11.1985        | 450/24          |
| Jägerhof                                  | Jägerhof                                  | Brilon Am Markt 11 Karte            | Stattliches zweigeschossiges Fachwerkhaus des späten 18. / frühen 19. Jahrhunderts. Schiefergedecktes Mansarddach mit Ochsenauge. Schlichtes Fachwerk, teilweise Doppelstiele. Obergeschoss und Giebel auf Balkenköpfen leicht vorkragend. | Ende 18. oder Anfang 19. Jahrhundert | 15.11.1985        | 450/25          |
| weitere Bilder                            | Haus Hövener                              | Brilon Am Markt 14 Karte            | Auf hohem durchfenstertem Kellergeschoss ein zweigeschossiger, verschieferter Fachwerksbau mit Mansarddach. Dachhäuschen und liegende Dachfenster. Ecklösung für den Hauseingang, wobei die jetzige einläufige Freitreppe jüngeren Datums ist. Klassizistische Haustür, im Oberlicht Kartusche mit dem Bergmannszeichen. Das Haus beherbergt heute das Stadtmuseum. | 1803                                 | 15.11.1985        | 450/26          |
| weitere Bilder                            | Remise Haus Hövener                       | Brilon Am Markt 13 Karte            | Das Gebäude beinhaltete am Anfang des 20. Jahrhunderts das Preußische Kulturamt mit Zeichensälen im Erdgeschoss und Wohnräumen im Obergeschoss und zeicgt damit die Entwicklung eines bürgerlichen Hauses auf. In dem Nebengebäude des Hauses eines Großbürgers in Form einer Remise zeigt sich, dass in der bevorzugten Lage am Markt Wirtschaftsflächen und Dienstwohnungen vorgehalten wurden. |                                      | 28.01.1988        | 450/79          |
| BW                                        | Haus Henning                              | Brilon An den Galmeibäumen 4 Karte  | Villenartiges Gebäude, das aufgrund des Bauherren als „Haus Henning“ bezeichnet wird. Es spiegelt die Wohn- und Lebensverhältnisse der gehobenen Bürgerschicht eines nach dem Krieg aufstrebendem Gewerbe- und Industriestandortes wider. Innenausstattung mit vielseitiger Holz- und Parkettgestaltung, die durch aufwändige Wand und Deckenverkleidungen sowie weiterer Innenausstattungen komplettiert wird. |                                      | 03.09.2015        | 450/99          |
| weitere Bilder                            | Fachwerkhaus und Hochofenanlage           | Brilon In der Krake 1 Karte         | Eingeschossiges, traufenständiges Fachwerkhaus mit naturschiefergedecktem Krüppelwalmdach ohne Ausbauten. Nordwestseite rechts hölzerne Eingangstür im Fischgrätspiel. Daneben zwei mit Läden verschlossene Fensteröffnungen. Nordostgiebelwand im Untergeschoss zwei Fensteröffnungen mit Läden verschlossen, ein Fenster zugemauert. Giebeltrapez vorkragend, auf profilierten Köpfen, mit zwei Fenstern. Rückseite ebenfalls zwei Fenster, eine Fensteröffnung zugemauert. Südwestgiebel hintere Hälfte mit Anbau, Dach ins Hauptdach eingebunden, daher halbseitig Walmdach. Wand des Ausbaues massiv gemauert, Fachwerk nur aufgemalt. |                                      | 09.07.1987        | 450/80          |
| Haus Bahnhofstraße 6                      | Haus Bahnhofstraße 6                      | Brilon Bahnhofstraße 6 Karte        | Zweigeschossiges, fünfachsiges verputztes Traufenhaus mit Krüppelwalm. Am Kaffgesims durch Metallanker datiert mit 1849. Zentraler rundbogiger Eingang. Zur etwas zurückliegenden, originalen Haustür mit dem Bergmannszeichen führen acht Stufen. | 1849                                 | 10.07.1989        | 450/81          |
| Haus Bahnhofstraße 26                     | Haus Bahnhofstraße 26                     | Brilon Bahnhofstraße 26 Karte       | Das Hinterhaus an der Kreuziger Mauer ist ein dreigeschossiges, zweiachsiges Fachwerkgiebelhaus mit massivem Erdgeschoss, Satteldach und Schieferdeckung. Die Geschosse sind um Balkenstärke vorkragend. Geschnitzte Balkenköpfe und Füllhölze aus gedrehten Perlstäben. Es handelt sich um das älteste, durch Inschrift beglaubigte Haus in Brilon. Das Vorderhaus zur Bahnhofstraße stammt aus dem 19. Jahrhundert und hat ein verschiefertes Obergeschoss. |                                      | 15.11.1985        | 450/13          |
| BW                                        | Schreinerei                               | Brilon Bahnhofstraße 26 Karte       | |                                      | 22.11.2021        | 450/13.1        |
| weitere Bilder                            | Amtsgericht                               | Brilon Bahnhofstraße 32 Karte       | Massives, spätklassizistische Traufenhaus, verputzt mit Sandsteingliederung und flachem schiefergedecktem Satteldach. Bei Fertigstellung war das Ziegelmauerwerk nicht verputzt. | 1877                                 | 15.11.1985        | 450/14          |
| weitere Bilder                            | Nebengebäude des Amtsgerichts             | Brilon Bahnhofstraße 34 Karte       | Massives verputztes zweigeschossiges Traufenhaus mit Satteldach, welches stil- und zeitgleich mit dem benachbarten Amtsgericht entstand. |                                      | 15.11.1985        | 450/15          |
| Bahnhof und Güterschuppen                 | Bahnhof und Güterschuppen                 | Brilon Bahnhofstraße 39 Karte       | Zweigeschossiges Empfangsgebäude mit einem eingeschossigen südlichen Anbau und Stellwerksanbau zur Gleisseite. An der Nordseite wurde der Güterschuppen angebaut. | Inbetriebnahme 1898                  | 20.08.2009        | 450/95          |
| Fachwerkhaus                              | Fachwerkhaus                              | Brilon Derkere Mauer 5 Karte        | Fachwerkgiebelhaus mit Kübbung rechts und links angebautem zweiachsigem Traufenstück. Das zweigeschossige Haus hat ein schiefergedecktes Krüppelwalmdach. | spätes 18. Jahrhundert               | 15.11.1985        | 450/16          |
| Haus und Bruchsteinmauer                  | Haus und Bruchsteinmauer                  | Brilon Derkere Mauer 9 Karte        | Zweigeschossiges, teilmassives, traufständiges Fachwerkhaus, welches in drei deutlich zu unterscheidenden Bauabschnitten errichtet wurde. Das Gebäude ist ein typisches Kleine-Leute-Haus, das im Bereich der ehemaligen Stadtbefestigung errichtet wurde. |                                      | 07.09.1987        | 450/73          |
| Bürgerhaus                                | Bürgerhaus                                | Brilon Derkere Straße 26 Karte      | Bürgerhaus des 18. Jahrhunderts. Giebelständiger Fachwerkbau mit Wirtschaftsdiele, dreischiffiges niederdeutsches Hallenhaus. | 1746/1747, 1764                      | 15.11.1985        | 450/17          |
| Forsthaus Eschenberg                      | Forsthaus Eschenberg                      | Brilon Pulvermühle 11 Karte         | Altes Forsthaus mit ganzflächiger Naturschieferverkleidung. | um 1890                              | 15.11.1985        | 450/71          |
| BW                                        | Forsthaus Möhneburg                       | Brilon Möhneburg 1 Karte            | Das zweigeschossige, verputzte Traufenhaus hat ein naturschiefergedecktes Satteldach, kräftig vorspringenden Mittelrisalit und drei Fensterachsen. Alle Fenster sind rundbogig, im Giebelfeld ist eine Rundöffnung. Die Rückseite ebenso mit Mittelrisalit, Dreiecksgiebel und Rundbogenfenster. | 1848                                 | 15.11.1990        | 450/18          |
| BW                                        | Jagdhütte Rehkopf                         | Brilon Karte                        | Die heutige Jagdhütte wurde im frühen 20. Jahrhundert als Unterkunft für die im Stadtwald arbeitenden hessischen Waldarbeiter errichtet. Sie liegt inmitten der städtischen Waldungen auf einem Hochplateau, das bis zur Mitte des 19. Jahrhunderts als Köhlerplatz diente. Die Hütte ist Zeugnis der für die Stadt Brilon bedeutsamen Forstwirtschaft. | frühes 20. Jh.                       | 21.07.2011        | 450/97          |
| Wohnhaus                                  | Wohnhaus                                  | Brilon Franziskusstraße 12 Karte    | Das zweigeschossige, verschieferte Fachwerktraufenhaus hat ein Satteldach mit Schieferdeckung. Beide Giebelseiten sind verschiefert, das rechte Giebeldreieck ist mit einer senkrechten Verbretterung versehen. Das spätklassizistisches Wohnhaus besitzt vier Fensterachsen, die Haustür ist unter der 2. Achse von links. | um 1850                              | 15.11.1985        | 450/68          |
| Doppelwohnhaus                            | Doppelwohnhaus                            | Brilon Friedrichstraße 26 Karte     | Das zweigeschossige Fachwerkhaus zeigt die Neuorientierung als traufenständiges Gebäude in Folge der Stadtbrände den 19. Jahrhunderts. Noch heute ist die ursprüngliche Konzeption des Hauses mit unterkellertem Wohnteil (rechts) und dem ehemaligen Wirtschaftsteil (links) unter einem Dach erkennbar, auch wenn der Wirtschaftsteil nachträglich in ein Wohnhaus umgewandelt wurde. | Mitte 19. Jahrhundert                | 04.02.1993        | 450/89          |
| ehemaliges Goethe-Institut                | ehemaliges Goethe-Institut                | Brilon Gartenstraße 13 Karte        | Das zweigeschossige massive Traufenhaus hat ein schieferge Walmdach mit drei Dachhäuschen. Den Eingangsbereich bildet ein geschlossner Protikus, der mit dorischen Pilastervorlagen verkröpfen ist und einen Balkon bildet. In der Brüstung des Obergeschosses laufen zwei parallele Gesimsbänder um, die sich über die Balustrade des Balkons fortsetzen. |                                      | 15.11.1985        | 450/72          |
| Wohnhaus mit Gartenanlage                 | Wohnhaus mit Gartenanlage                 | Gartenstraße 26 Brilon Karte        | Der zweigeschossige, verputzte Massivbau mit Walmdach zeigt schlichte Formen eines bereits vom Heimatstil beeinflussten Neubarock. | 1914/1915                            | 22.07.2013        | 450/98          |
| Wohnhaus                                  | Wohnhaus                                  | Brilon Hubertusstraße 8 Karte       | Das zweigeschossige, giebelständige Mehrfamilienbürgerhaus besitzt ein Krüppelwalmdach und wurde im Jugendstil errichtet. | um 1906                              | 15.11.1985        | 450/70          |
| Ackerbürgerhaus                           | Ackerbürgerhaus                           | Brilon Kapellenstraße 8 Karte       | Traufenständiges Fachwerkhaus, das nach dem Stadtbrand von 1853 errichtet wurde. Fachwerkbauweise in gemischter stöckig-geschossiger Abzimmerung mit Schwelle-Rähm-Aussteifung und Verkämmung der Balken mit den Horizontalhölzern, was charakteristisch für die Mitte des 19. Jahrhunderts ist. | 1853                                 | 05.12.1994        | 450/92          |
| Ehemaliges Bauernhaus                     | Ehemaliges Bauernhaus                     | Brilon Kapellenstr. 10 Karte        | Traufenständiges Fachwerkhaus, das nach dem Stadtbrand von 1852 errichtet wurde. Die Fachwerkbauweise in gemischter stöckig-geschossiger Abzimmerung mit Schwelle-Rähm-Aussteifung und Verkämmung der Balken mit den Horizontalhölzern ist charakteristisch für die Mitte des 19. Jhr., was dem Objekt wissenschaftlich-hauskundliche Bedeutung verleiht. | nach 1852                            | 03.11.1994        | 450/91          |
| Wohnhaus                                  | Wohnhaus                                  | Brilon Kirchenstraße 5 Karte        | Traufenständiger, verputzter Massivbau aus der 2. Hälfte des 19. Jahrhunderts. Das Gebäude hat 3 schlichte Außenwände und eine aufwändig dekorierte Schauseite zur Kirchenstraße. Diese Schauseite hat acht Fensterachsen. Nicht unter Denkmalschutz stehen die rückwärtigen Anbauten an der Traufen- und rechten Giebelwand. | 2. Hälfte des 19. Jhr.               | 12.12.2003        | 450/93          |
| Ackerbürgerhaus                           | Ackerbürgerhaus                           | Brilon Kirchenstraße 6 Karte        | Zweigeschossiges Fachwerkgiebelhaus aus dem späten 18. bzw. frühen 19. Jahrhundert. Das Ackerbürgerhaus besitzt einen massiven Sockel, auf der Giebelseite mittlere Eingangstür und Fensteröffnungen im Giebel, ferner Deelentor an der rechten Traufenseite. Über dem Türsturz befinden sich Reste einer Inschrift. |                                      | 15.11.1985        | 450/19          |
| Wohnhaus                                  | Wohnhaus                                  | Brilon Kirchenstraße 8 Karte        | |                                      |                   | 450/20          |
| BW                                        | Haus                                      | Brilon Kirchenstraße 9 Karte        | abgerissen |                                      |                   | 450/21          |
| Wohnhaus                                  | Wohnhaus                                  | Brilon Kirchenstraße 11 Karte       | |                                      |                   | 450/22          |
| Wohnhaus                                  | Wohnhaus                                  | Brilon Kirchenstraße 22 Karte       | |                                      |                   | 450/63          |
| Bauernhaus                                | Bauernhaus                                | Brilon Krumme Straße 2 Karte        | 2019 abgerissen |                                      |                   | 450/23          |
| Haus                                      | Haus                                      | Brilon Mariengasse 1 Karte          | |                                      |                   | 450/67          |
| Haus                                      | Haus                                      | Brilon Marktstraße 17 Karte         | |                                      |                   | 450/28          |
|                                           | Haus                                      | Brilon Marktstraße 19               | abgerissen |                                      |                   |                 |
| Haus                                      | Haus                                      | Brilon Marktstraße 24 Karte         | |                                      |                   | 450/54          |
| Haus                                      | Haus                                      | Brilon Niedere Mauer 4 Karte        | |                                      |                   | 450/45          |
| Haus                                      | Haus                                      | Brilon Niedere Straße 9 Karte       | |                                      |                   | 450/69          |
| Haus                                      | Haus                                      | Brilon Niedere Straße 14 Karte      | |                                      |                   | 450/29          |
| Möbelschreinerei                          | Möbelschreinerei                          | Brilon Niedere Straße 31 Karte      | |                                      |                   | 450/30          |
| Haus Osthoff                              | Haus Osthoff                              | Brilon Niedere Straße 34 Karte      | Fachwerkhaus | 1792                                 |                   | 450/31          |
| Haus                                      | Haus                                      | Brilon Nikolaistraße 9 Karte        | |                                      |                   | 450/64          |
| Ratsschänke                               | Ratsschänke                               | Brilon Petrusstraße 1 Karte         | |                                      |                   | 450/32          |
| BW                                        | Gewölbekeller                             | Brilon Petrusstraße 1 Karte         | |                                      | 15.11.2021        | 450/32a         |
| Haus Hüttenbrink                          | Haus Hüttenbrink                          | Brilon Petrusstraße 2 Karte         | |                                      |                   | 450/33          |
| Alte Schule                               | Alte Schule                               | Brilon Propst-Meyer-Straße 1 Karte  | |                                      |                   | 450/34          |
| Kindergarten                              | Kindergarten                              | Brilon Propst-Meyer-Straße 3 Karte  | |                                      |                   | 450/35          |
| Ehemalige Remise von Haus Bahnhofstraße 6 | Ehemalige Remise von Haus Bahnhofstraße 6 | Brilon Querstraße 2 Karte           | |                                      |                   | 450/82          |
| Ackerbürgerhaus                           | Ackerbürgerhaus                           | Brilon Scharfenberger Hof 6 Karte   | | 1759                                 |                   | 450/55          |
| BW                                        | Wohnhaus                                  | Brilon Schulstraße 12 Karte         | |                                      |                   | 450/94          |
| BW                                        | Nebengebäude und Mauer                    | Brilon Schulstraße 12a Karte        | |                                      |                   | 450/94          |
| Altes Pastorat                            | Altes Pastorat                            | Brilon Schulstraße 14 Karte         | Geburtshaus von Johann Suibert Seibertz (1788–1871) |                                      |                   | 450/36          |
| Marienschule                              | Marienschule                              | Brilon Schulstraße 20 Karte         | |                                      |                   | 450/61          |
| BW                                        | Fachwerkhaus                              | Brilon Schulstraße 22 Karte         | |                                      |                   | 450/90          |
| Fachwerkhaus                              | Fachwerkhaus                              | Brilon Schulstraße 24 Karte         | |                                      |                   | 450/60          |
| Fachwerkhaus                              | Fachwerkhaus                              | Brilon Schulstraße 26, 28 Karte     | |                                      |                   | 450/37          |
| Springstraße 10/12                        | Springstraße 10/12                        | Brilon Springstraße 10/12 Karte     | Zweigeschossiges Fachwerk-Ackerbürgerhaus in Traufenstellung mit Mitteldeele. Inschrift am Deelenbalken mit Datierung 1856. Denkmalgerechte Sanierung 1986 in Abstimmung mit dem Westfälischen Amt für Denkmalpflege. Durch die Sanierung entstand ein offenes, funktionales, modernes und attraktives Wohngebäude, welches die Wurzeln der baulichen Vergangenheit und seiner historischen Nutzung noch heute betont und innen wie außen ablesbar macht. Westlich neben dem Gebäude ist im Garten ein kleiner Teil Deelenpflaster des durch Brand zerstörten Vorgängergebäudes freigelegt worden.                                          |                                      |                   | 450/51          |
| Haus Sauvigny                             | Haus Sauvigny                             | Brilon Steinweg 3 Karte             | Das Haus ist ein zweigeschossiger verputzter Bruchsteinbau mit Sandsteingliederungen und geschiefertem, abgewalmten Knickdach mit vielen Dachhäuschen. Die Innenaufteilung sowie Teile der Ausstattung sind bis heute erhalten. Eine Remise und ein steinernes Wirtschaftsgebäude ergänzen das Anwesen. Baumeister war der böhmischen Baumeister Johann Matthias Kitz. Gebaut wurde es für den Gewerken Adam Eberhard Ulrich. | 1752                                 |                   | 450/38          |
| Ehemalige Remise Haus Sauvigny            | Ehemalige Remise Haus Sauvigny            | Brilon Steinweg 5 Karte             | Haus mit Torbogen |                                      |                   | 450/39          |
| Wohn- und Geschäftshaus                   | Wohn- und Geschäftshaus                   | Brilon Steinweg 7 Karte             | |                                      |                   | 450/40          |
| weitere Bilder                            | Schultenhaus                              | Brilon Steinweg 26 Karte            | |                                      |                   | 450/41          |
| Altes Gasthaus Schlüter                   | Altes Gasthaus Schlüter                   | Brilon Strackestraße 2 Karte        | |                                      |                   | 450/42          |
|                                           | [ 37 ]                                    | Brilon Strackestraße 8 Karte        | Fachwerkhaus |                                      |                   | 450/58          |
| Haus                                      | Haus                                      | Brilon Strackestraße 10 Karte       | |                                      |                   | 450/59          |
| Haus                                      | Haus                                      | Brilon Strackestraße 16 Karte       | |                                      |                   | 450/56          |
| Haus                                      | Haus                                      | Brilon Strackestraße 17 Karte       | |                                      |                   | 450/57          |
| Haus                                      | Haus                                      | Brilon Südstraße 13 Karte           | |                                      |                   | 450/43          |
| Haus                                      | Haus                                      | Brilon Südstraße 15 Karte           | |                                      |                   | 450/44          |
| Haus                                      | Haus                                      | Brilon Südstraße 19 Karte           | |                                      |                   | 450/62          |

## Ortsteil Alme
| Bild                     | Bezeichnung                                 | Lage                                              | Beschreibung | Bauzeit                                         | Eingetragen seit | Denkmal- nummer |
| ------------------------ | ------------------------------------------- | ------------------------------------------------- | --- | ----------------------------------------------- | ---------------- | --------------- |
| BW                       | Bildstock                                   | Alme Auf der Renne Karte                          | Bildstock auf der Renne; umfangreich restauriert wurde er 2011 und um eine Figur des Hl. Sebastian ergänzt. |                                                 |                  | 450/6           |
| weitere Bilder           | Haus Almerfeld                              | Alme Almerfeld 2 Karte                            | Langgestrecktes, einstöckiges Herrenhaus mit Staffelgiebeln, Mittelrisalit und wappengeschmücktem Barockportal. | 1738                                            |                  | 450/3           |
| Haus Tinne               | Haus Tinne                                  | Alme Obere Bahnhofstraße 1 Karte                  | | 1717                                            |                  | 450/4           |
|                          | Jüdischer Friedhof                          | Alme An der Alme                                  | |                                                 |                  | 450/14          |
| weitere Bilder           | Katholische Pfarrkirche St. Ludgerus (Alme) | Alme Untere Bahnhofstraße Karte                   | | 1753, Erweiterung 1963 bis 1964                 |                  | 450/1           |
| BW                       | Bauernhaus                                  | Alme Ludgerusstraße 34 Karte                      | Bauernhaus |                                                 |                  | 450/13          |
| BW                       | Wohnhaus                                    | Alme Moosspringstraße 2 Karte                     | Wohnhaus |                                                 |                  | 450/7           |
| weitere Bilder           | Schloss Alme                                | Alme Schloßstraße 20 Karte                        | Die Geschichte des Schlosses Alme (ehemalige Burg Niederalme) ist eng mit der Burg Oberalme (heutiges Gut Haus Tinne) verknüpft. 1325 wurde die Burg Oberalme erbaut. Zu dieser Zeit gehörte der Archidiakonatsbereich Hallinghausen mit Alme politisch zum kölnischen Herzogtum Westfalen, kirchlich aber zur Diözese Paderborn. Die Anlage ist teilweise umgräftet. | um 1744 (laut Bezeichnung in einem Wappenstein) |                  | 450/2           |
| Schlossmühle             | Schlossmühle                                | Alme Schlossstraße 13 Karte                       | Mühle |                                                 |                  | 450/12          |
| BW                       | Tagelöhnerhaus                              | Alme Schmaler Weg 4 Karte                         | Tagelöhnerhaus | 18. Jahrhundert                                 |                  | 450/9           |
| BW                       | Bauernhaus                                  | Alme Untere Bahnhofstraße 10 Karte                | Bauernhaus | 1778                                            |                  | 450/8           |
| Wappenstein              | Wappenstein                                 | Alme Untere Bahnhofstraße 15 (Am Pfarrhaus) Karte | Wappenstein | 1767                                            |                  | 450/5           |
| Haus (nur Gebäudeäußere) | Haus (nur Gebäudeäußere)                    | Alme Wünnenberger Straße 6 Karte                  | Gebäudehülle steht unter Denkmalschutz |                                                 |                  | 450/11          |
| BW                       | Haus Bruch                                  | Alme Obere Bahnhofstraße 60 Karte                 | Tonnengewölbter Bruchsteinkeller |                                                 |                  | 450/15          |
| BW                       | Ehemaliges Forsthaus                        | Alme Zum Beerenscheid 30 Karte                    | |                                                 |                  | 450/16          |

## Ortsteil Altenbüren
| Bild                           | Bezeichnung                             | Lage                                        | Beschreibung | Bauzeit | Eingetragen seit | Denkmal- nummer |
| ------------------------------ | --------------------------------------- | ------------------------------------------- | ------------ | ------- | ---------------- | --------------- |
| BW                             | Altenbürener Mühle                      | Altenbüren Altenbürener Mühle 1 Karte       |              |         |                  | 450/2           |
| Bildstock                      | Bildstock                               | Altenbüren Alte Heerstraße 8 (prüfen) Karte |              | 1672    |                  | 450/3           |
| weitere Bilder                 | Katholische Kirche St. Johannes Baptist | Altenbüren Briloner Tor 3 Karte             |              | ab 1553 |                  | 450/1           |
| BW                             | Kreuzweg                                | Altenbüren Karte                            |              |         |                  | 450/4           |
| Bildstock des alten Kreuzweges | Bildstock des alten Kreuzweges          | Altenbüren                                  |              | 1756    |                  |                 |
|                                | Bildstock des alten Kreuzweges          | Altenbüren                                  |              | 1811    |                  |                 |
|                                | Bildstock des alten Kreuzweges          | Altenbüren                                  |              | 1810    |                  |                 |
| Bildstock des alten Kreuzweges | Bildstock des alten Kreuzweges          | Altenbüren                                  |              | 1783    |                  |                 |
| Bildstock des alten Kreuzweges | Bildstock des alten Kreuzweges          | Altenbüren                                  |              | 1819    |                  |                 |
| Bildstock des alten Kreuzweges | Bildstock des alten Kreuzweges          | Altenbüren                                  |              | 1826    |                  |                 |
|                                | Friedhofskreuz und 7 Pastorengräber     | Altenbüren                                  |              |         |                  | 450/5           |

## Ortsteil Brilon-Wald
| Bild                | Bezeichnung         | Lage                                  | Beschreibung                                | Bauzeit | Eingetragen seit | Denkmal- nummer |
| ------------------- | ------------------- | ------------------------------------- | ------------------------------------------- | ------- | ---------------- | --------------- |
| Essigturm           | Essigturm           | Brilon-Wald Am Essigturm 12 Karte     | Essigturm der ehemaligen chemischen Fabrik. |         |                  | 450/1           |
| Bahnhof Brilon Wald | Bahnhof Brilon Wald | Brilon-Wald Korbacher Straße 10 Karte |                                             | 1913    |                  | 450/2           |

## Ortsteil Bontkirchen
| Bild           | Bezeichnung                       | Lage                           | Beschreibung | Bauzeit         | Eingetragen seit | Denkmal- nummer |
| -------------- | --------------------------------- | ------------------------------ | --- | --------------- | ---------------- | --------------- |
| weitere Bilder | St. Vitus Bontkirchen             | Bontkirchen Am Hemberg 2 Karte | Einschiffiges Gebäude mit drei fast quadratischen Jochen im neugotischen Stil. Die Seitengänge wurden mit kurzen Quertonnen gewölbt. Das mit einem Gratgewölbe ausgestattete Chorrechteck ist nicht ganz so breit wie das Schiff. Der quadratische Westturm mit einem vierseitigen Zeltdach wirkt schlicht. Die Sakristei wurde im Süden angebaut. Die Orgelempore steht im Westjoch. | 1896            |                  | 450/1           |
|                | Gedenkkreuz                       | Bontkirchen                    | | 1728            |                  | 450/2           |
|                | Ehemaliges Pfarrhaus              | Bontkirchen                    | | 1829            |                  | 450/3           |
|                | Wegekreuz mit gusseisernem Korpus | Bontkirchen Kirchplatz         | | 18. Jahrhundert |                  | 450/4           |
|                | Bauernhaus                        | Bontkirchen                    | | 1685            |                  | 450/5           |

## Ortsteil Hoppecke
| Bild           | Bezeichnung                                   | Lage                                   | Beschreibung | Bauzeit             | Eingetragen seit | Denkmal- nummer |
| -------------- | --------------------------------------------- | -------------------------------------- | --- | ------------------- | ---------------- | --------------- |
| weitere Bilder | Katholische Pfarrkirche St. Maria Heimsuchung | Hoppecke Bontkirchener Straße 25 Karte | Die Alte und neue Kirche Mariä Heimsuchung in der Briloner Ortschaft Hoppecke ist ein Kirchenkomplex, der aus zwei unterschiedlich alten Gebäuden zusammengefügt ist. Die alte Kirche wurde zwischen 1140 und 1170 erbaut, die neue Kirche wurde 1935 an die alte Kirche angebaut, von der aus sie durch einen Wanddurchbruch betreten wird. | 1140 bis 1170, 1935 |                  | 450/1           |
| BW             | Bauernhaus                                    | Hoppecke Im Winkel 9 Karte             | |                     |                  | 450/2           |
| BW             | Ehemalige Volksschule                         | Hoppecke Bontkirchener Straße 16 Karte | |                     |                  | 450/3           |

## Ortsteil Madfeld
| Bild            | Bezeichnung                            | Lage                          | Beschreibung          | Bauzeit         | Eingetragen seit | Denkmal- nummer |
| --------------- | -------------------------------------- | ----------------------------- | --------------------- | --------------- | ---------------- | --------------- |
| BW              | Jüdischer Friedhof                     | Madfeld Eggestraße Karte      |                       |                 |                  | 450/2           |
| weitere Bilder  | Katholische Pfarrkirche St. Margaretha | Madfeld Röhlenstraße 19 Karte |                       | 13. Jahrhundert |                  | 450/1           |
| Pottricks-Kreuz | Pottricks-Kreuz                        | Madfeld Karte                 | Pottricks-Kreuz       |                 |                  | 450/3           |
|                 | Forsthaus                              | Madfeld                       | Typenentwurf von 1836 |                 |                  | 450/4           |

## Ortsteil Messinghausen
| Bild                            | Bezeichnung                                    | Lage                                   | Beschreibung | Bauzeit       | Eingetragen seit | Denkmal- nummer |
| ------------------------------- | ---------------------------------------------- | -------------------------------------- | --- | ------------- | ---------------- | --------------- |
|                                 | Bildstock                                      | Messinghausen Warburgerstraße          | | 1681          |                  | 450/1           |
| Turm der ehemaligen Pfarrkirche | Turm der ehemaligen Pfarrkirche                | Messinghausen Am Kirchberg 3 Karte     | Ursprünglich stand hier seit etwa 1450 eine Kapelle, die 1882 wegen Baufälligkeit abgerissen wurde. In der Nähe wurde 1881/82 eine Dorfkirche errichtet. Von dieser Kirche ist noch der Turm mit quadratischem Grundriss und gotischen Fenstern erhalten. | 1881 bis 1882 |                  | 450/2           |
|                                 | Bahnwaage                                      | Messinghausen Bahnhof                  | |               |                  | 450/3           |
| BW                              | Konstantins-Kreuz                              | Messinghausen Karte                    | | 1913          |                  | 450/4           |
|                                 | Christusstatue                                 | Messinghausen                          | | 1910          |                  | 450/5           |
|                                 | Kriegerehrenmal, Mariengrotte, Bruchsteinmauer | Messinghausen                          | |               |                  | 450/6           |
| BW                              | Wohnhaus                                       | Messinghausen An der Hoppecke 18 Karte | |               |                  | 450/7           |
| BW                              | Wohnhaus                                       | Messinghausen An der Hoppecke 20 Karte | |               |                  | 450/7           |
| BW                              | Dielentorgestell                               | Messinghausen Diemelseestraße 25 Karte | | 1724          |                  | 450/7           |

## Ortsteil Nehden
| Bild           | Bezeichnung                  | Lage                        | Beschreibung | Bauzeit | Eingetragen seit | Denkmal- nummer |
| -------------- | ---------------------------- | --------------------------- | --- | ------- | ---------------- | --------------- |
| weitere Bilder | Kapelle St. Johannes Baptist | Nehden Zur Kapelle 25 Karte | Die dem Hl. Johannes der Täufer geweihte Kapelle wurde 1681 errichtet. Der aus Bruchstein gemauerte Bau wurde verputzt. Die Ostapsis ist halbrund. Ein in der Südwand eingemauertes Sandsteinportal trägt die Jahreszahl 1681. | 1681    |                  | 450/1           |

## Ortsteil Radlinghausen
| Bild          | Bezeichnung   | Lage                           | Beschreibung | Bauzeit | Eingetragen seit | Denkmal- nummer |
| ------------- | ------------- | ------------------------------ | ------------ | ------- | ---------------- | --------------- |
|               | Deelentor     | Radlinghausen                  |              | 1666    |                  | 450/1           |
| Missionskreuz | Missionskreuz | Radlinghausen Am Ruhberg Karte |              | 1858    |                  | 450/2           |

## Ortsteil Rösenbeck
| Bild           | Bezeichnung                | Lage                               | Beschreibung | Bauzeit | Eingetragen seit | Denkmal- nummer |
| -------------- | -------------------------- | ---------------------------------- | --- | ------- | ---------------- | --------------- |
| weitere Bilder | Fachwerkgiebelhaus         | Rösenbeck Altenfilsstraße 56 Karte | | 1582    |                  | 450/3           |
| Bildstock      | Bildstock                  | Rösenbeck Im Schling 22 Karte      | Bildstock | 1707    |                  | 450/2           |
| weitere Bilder | Pfarrkirche St. Laurentius | Rösenbeck Altenfilsstraße 61 Karte | Neugotische Kirche von 1854, Kirchturm wurde 1882 bis 1886 errichtet. Die erste Glocke stammte noch aus der alten Laurentiuskirche, die 1856 abgerissen wurde. | 1854    |                  | 450/1           |
| BW             | Bauernhaus                 | Rösenbeck Altenfilsstraße 87 Karte | | 1884    |                  | 450/3           |

## Ortsteil Scharfenberg
| Bild                    | Bezeichnung             | Lage                                 | Beschreibung                                                  | Bauzeit                 | Eingetragen seit | Denkmal- nummer |
| ----------------------- | ----------------------- | ------------------------------------ | ------------------------------------------------------------- | ----------------------- | ---------------- | --------------- |
| Bildstock               | Bildstock               | Scharfenberg Mittlere Straße 1 Karte |                                                               |                         |                  | 450/2           |
| Haus Scharfenberg       | Haus Scharfenberg       | Scharfenberg Am Junker 1 Karte       | Ein ab 1783 errichtetes Herrenhaus, dient heute als Pastorat. | 17. und 18. Jahrhundert |                  | 450/3           |
| weitere Bilder          | St.-Laurentius-Kirche   | Scharfenberg Untere Straße 2a Karte  | Nach Plänen von Franz Christoph Nagel 1745 bis 1750 erbaut.   | 1745 bis 1750           |                  | 450/1           |
| Mauer um den Kirchplatz | Mauer um den Kirchplatz | Scharfenberg Am Mühlenteich Karte    |                                                               |                         |                  | 450/4           |

## Ortsteil Thülen
| Bild           | Bezeichnung                           | Lage                                           | Beschreibung                                               | Bauzeit                          | Eingetragen seit | Denkmal- nummer |
| -------------- | ------------------------------------- | ---------------------------------------------- | ---------------------------------------------------------- | -------------------------------- | ---------------- | --------------- |
| BW             | Bildstock                             | Thülen Ecke Schlüterstraße 2, Alte Mühle Karte |                                                            | 1695                             |                  | 450/2           |
| BW             | Haus                                  | Thülen Dionysiusstr. 1 Karte                   | Haus aus dem Jahr 1776                                     | 1776                             |                  | 450/4           |
| BW             | Bauernhaus                            | Thülen Dionysiusstraße 10 Karte                | Bauernhaus                                                 | 1869                             |                  | 450/5           |
| weitere Bilder | Katholische Pfarrkirche St. Dionysius | Thülen Dionysiusstraße 11 Karte                | Pfeilerbasilika, eine der ältesten Kirchen im Raum Brilon. | 1175 erstmals urkundlich erwähnt |                  | 450/1           |
|                | Kreuzweg                              | Thülen Am Stemmel                              |                                                            |                                  |                  | 450/6           |
| BW             | Pfarrhaus                             | Thülen Dionysiusstraße 15 Karte                |                                                            | 1775                             |                  | 450/3           |
|                | Kalkspatgrube                         | Thülen Eichholz I                              |                                                            |                                  |                  | 450/7           |
| BW             | Bildstock                             | Thülen Freudental/Schlüterstraße Karte         |                                                            | 1686                             |                  | 450/2           |
| BW             | Bildstock                             | Thülen Spansfeld Karte                         |                                                            | 19. Jahrhundert                  |                  | 450/9           |
|                | Ehemaliges Spatbergwerk „Grüberg II“  | Thülen                                         |                                                            |                                  |                  | 450/10          |
| BW             | Bildstock                             | Thülen Schlüterstraße 14 Karte                 |                                                            |                                  | 15.11.1985       |                 |

## Ortsteil Wülfte
| Bild           | Bezeichnung        | Lage                            | Beschreibung | Bauzeit     | Eingetragen seit | Denkmal- nummer |
| -------------- | ------------------ | ------------------------------- | --- | ----------- | ---------------- | --------------- |
|                | Herrenhaus Gerlach | Wülfte Wülfter Straße           | Herrenhaus |             |                  | 450/2           |
| weitere Bilder | Kapelle St. Anna   | Wülfte Am Kapellenstein 5 Karte | Der ursprünglich einfache Rechteckbau mit einer kleinen Vorhalle wurde 1690 errichtet. Durch einen Anbau nach Osten wurde 1921 eine Erweiterung vorgenommen. Auf dem Schieferdach steht auf dem wenig abgewalmten Nordgiebel der sechsseitige Dachreiter. | 1690 / 1921 |                  | 450/1           |

## Sonstige Denkmäler
| Bild                | Bezeichnung                                 | Lage                      | Beschreibung | Bauzeit                 | Eingetragen seit | Denkmal- nummer |
| ------------------- | ------------------------------------------- | ------------------------- | --- | ----------------------- | ---------------- | --------------- |
|                     | Gemälde                                     | Brilon                    | Bildnis eines Geistlichen |                         |                  | 450/74          |
|                     | Gründungsfahne Freiwillige Feuerwehr Brilon | Brilon                    | |                         |                  | 450/87          |
|                     | Bruchsteinmauer, Graben, Wall, Obere Mauer  | Brilon Obere Mauer        | Bruchsteinmauer, Graben, Wall, Obere Mauer |                         |                  |                 |
|                     | Wall mit Stützmauer                         | Brilon Obere Mauer 10     | Wall mit Stützmauer |                         |                  |                 |
| Wall mit Stützmauer | Wall mit Stützmauer                         | Brilon Obere Mauer 18     | Wall mit Stützmauer |                         |                  |                 |
|                     | Wall mit Stützmauer                         | Brilon Obere Mauer 28     | Obere Mauer 28 |                         |                  |                 |
|                     | Bruchsteinmauer                             | Brilon Derkere Mauer 3    | Bruchsteinmauer |                         |                  |                 |
| BW                  | Fachwerkhaus                                | Brilon In der Krake Karte | Fachwerkhaus, in der Krake |                         |                  |                 |
|                     | Holzkohlenhochofen                          | Brilon In der Krake       | Holzkohlenhochofen, In der Krake |                         |                  |                 |
| Hochkreuz von 1865  | Hochkreuz von 1865                          | Brilon Am Kalvarienberg   | Hochkreuz von 1865 | 1865                    |                  |                 |
| Grotte              | Grotte                                      | Brilon Am Kalvarienberg   | Grotte, auch Lourdes-Grotte |                         |                  |                 |
| Burg Altenfils      | Burg Altenfils                              | Rösenbeck                 | Auf dem 486 m hohen Berg Altenfels, der nach Süden steil um 150 m abfällt, lagen zwei Burganlagen aus dem Hochmittelalter. Die Reste der Burg auf dem Westgipfel konnten 1968 nur durch eine Notgrabung erforscht werden, ehe sie durch einen Steinbruchbetrieb zerstört wurden. Dagegen wurden die Reste der Ostburg ausgegraben, gesichert und zugänglich gemacht.                                       | 12. bis 13. Jahrhundert |                  |                 |
| Steinbruch Henke    | Steinbruch Henke                            | Nehden südlich von Nehden | Das hiesige Gebiet befand sich in der Urkreidezeit in der Nähe der Küste eines Flachmeeres Die flachhügelige Landschaft war von Seen und Fließgewässern durchzogen, an deren Ufern Sumpfzypressen, riesige Baumfarne, Mammutbäume und Farne wuchsen. Hier wurden in den 1980er Jahren fossile Wirbeltierknochen entdeckt. Wegen ihrer Einmaligkeit galten sie in wissenschaftlichen Kreisen als Sensation. |                         |                  |                 |